# Rita Angus
Rita Angus (Hastings, 12 de marzo de 1908 – 25 de enero de 1970) fue una pintora de Nueva Zelanda. Junto con Colin McCahon y Toss Woollaston, se considera una de las principales figuras del arte del siglo xx en Nueva Zelanda. Destacan sus  retratos y paisajes al óleo y acuarela.
La mayor de los siete hijos de William McKenzie Angus y Ethel Violeta Crabtree, su familia se trasladó en 1921 a Palmerston North donde estudió en la Palmerston North Girls' High School entre 1922 y 1926, y al año siguiente ingresó en la Canterbury College School of Art. Casada con el también pintor Alfred Cook, el 13 de junio de 1930, se separaron en 1934 y se divorciaron en 1939. Firmó muchas de sus obras como Rita Cook, entre 1930 y 1946, hasta que casado de nuevo en 1941 que Alfred Cook en 1941, tomó el apellido de su abuela paterna, empezando a firmar como R. Mackenzie o R. McKenzie, aunque la mayoría aparecería ya como Rita Angus. En diciembre de 1969 la salud de Angus se deterioró rápidamente y murió en el Hospital Wellington de cáncer de ovario, el 25 de enero de 1970.